# Grace Luczak

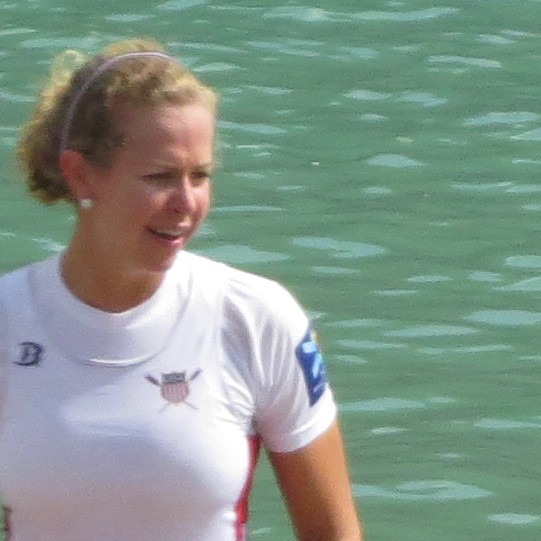
Grace Luczak, 2015

Grace Luczak (* 24. Mai 1989 in Royal Oak, Michigan) ist eine US-amerikanische Ruderin und zweimalige Weltmeisterin im Achter. 
Luczak begann 2004 an der Ann Arbor Pioneer High School mit dem Rudersport. 2011 graduierte sie an der Stanford University in Humanbiologie, die 1,91 m große Ruderin lebt und trainiert in Princeton, New Jersey.
2007 gewann sie mit dem US-Achter die Bronzemedaille bei den Junioren-Weltmeisterschaften. Bei den U23-Weltmeisterschaften 2009 trat Grace Luczak in zwei Bootsklassen an, im Zweier ohne Steuerfrau belegte sie zusammen mit Mary Jeghers den fünften Platz, beide gewannen mit dem Achter die Silbermedaille. 2010 siegte der US-Achter bei den U23-Weltmeisterschaften in der Besetzung Olivia Coffey, Jennifer Cromwell, Kerry Simmonds, Mary Jeghers, Kara Kohler, Emily Regan, Grace Luczak, Taylor Ritzel und Steuerfrau Ariel Frost. Bei den Weltmeisterschaften 2010 in der Erwachsenenklasse ruderte Luczak im Vierer ohne Steuerfrau und gewann zusammen mit Mara Allen, Adrienne Martelli und Alison Cox die Bronzemedaille hinter den Booten aus den Niederlanden und aus Australien. 2011 siegte Luczak bei den U23-Weltmeisterschaften zusammen mit Felice Mueller im Zweier ohne Steuerfrau, mit dem Achter gewannen beide die Bronzemedaille.
2013 gewann Grace Luczak mit dem US-Achter beim Ruder-Weltcup in Luzern und auch bei den Weltmeisterschaften 2013 in Chungju saß sie im siegreichen US-Achter. Auch 2014 gewann Grace Luczak mit dem Achter auf dem Lac d’Aiguebelette eine Weltcupregatta. Bei derselben Veranstaltung belegte sie im Zweier ohne Steuerfrau zusammen mit Caroline Lind den dritten Platz. Bei den Weltmeisterschaften 2014 in Amsterdam siegte Luczak mit dem US-Achter vor Kanada und China. 2015 gewann der US-Achter die Weltcupregatta in Varese, bei der gleichen Veranstaltung siegte auch der Vierer ohne Steuerfrau in der Besetzung Grace Luczak, Lauren Schmetterling, Emily Regan und Olivia Coffey. Bei den Weltmeisterschaften 2015 auf dem Lac d’Aiguebelette war Luczak Schlagfrau des Vierers ohne Steuerfrau und gewann zusammen mit Kristine O’Brien, Grace Latz und Adrienne Martelli den Titel in dieser nichtolympischen Bootsklasse. 2016 traten Grace Luczak und Felice Mueller wieder im Zweier ohne Steuerfrau an und belegten den vierten Platz bei den Olympischen Spielen 2016.
Danach nahm Luczak nicht mehr an internationalen Regatten teil, sie kehrte aber für eine zweite Olympiateilnahme noch einmal zurück. Bei den Olympischen Spielen in Tokio verpasste der amerikanische Vierer das A-Finale. Madeleine Wanamaker, Claire Collins, Kendall Chase und Grace Luczak belegten als Siegerinnen des B-Finales den siebten Platz.